# سرقت (إلهة)
كانت سرقت (تعرف أيضا باسم سلكت) إلهة الخصوبة والطبيعة والحيوانات والطب والسحر والشفاء من اللسعات السامة في الديانة المصرية القديمة، كانت في الأصل تأليها للـعقرب.

## دلالة اسمها
تؤدي لسعات العقارب إلى الشلل، واسم سرقت يوحي بذلك، لأنه يعني من تضيق الحلق، ومع ذلك، فاسم سرقت أيضا يمكن قراءته على أنه يعني من تجعل الحلق يتنفس. ولذلك ينظر لها على أنها تلدغ الظالمين أو من يفعلون الأفعال الخبيثة، وأيضا على أنها يمكنها علاج لسعات العقارب وآثار السموم الأخرى مثل لدغات الثعابين.

## تصويرها
في الفن المصري القديم كانت تصوّر سرقت على شكل عقرب (وهو رمز تم إيجاده في فترات مبكرة جدا من الحضارة المصرية، مثل عصر ما قبل الأسرات)، كما كانت تمثّل كامرأة مع عقرب على رأسها، وعلى الرغم من أن سرقت ليس لها أية معابد خاصة بها، لكن كان لها عدد لا بأس به من الكهنة في العديد من التجمعات والمدن.

## أهميتها
تتواجد أخطر أنواع العقارب في شمال أفريقيا، ولسعتها قد تقتل شخصا بالفعل، لذلك اعتبرت سلكت معبودة مهمة للغاية، وكانت تعتبر في بعض الأحيان شفيعة للفراعنة، وارتباطها الوثيق مع الملوك في وقت مبكر يعني أنها كانت حامية لهم، وهناك ملكان (فرعونان) يشار إليهما باسم الملك العقرب.
كحامية ضد السموم ولدغات الثعابين، وغالبا ما قيل أن سرقت هي حامية الآلهة من أبوفيس، الثعبان الشيطاني الشرير، وأحيانا يجري وصفها بأنها الحارس عندما تم القبض على أبوفيس.
ولوجود كائنات سامة كثيرة في مصر وقتها كان يمكن أن تكون مهلكة، كانت سرقت تعتبر أيضاً حامية الموتى، خاصةً أنها كانت ترتبط بالسموم والسوائل التي تسبب التشنجات، ولهذا قيل أنها حامية لخيام المحنطين، والجرار الكانوبية المرتبطة بالسم (الجرة المحتوية على الأمعاء بالخصوص) والتي تم تأليهها فيما بعد باسم قبح سنوف، وهو واحد من أبناء حورس الأربعة، الذين كانوا أبنائها من واحد من الـحورسين (حورس الصغير أو حورس الكبير).

## علاقتها بإيزيس
كحارسة لواحدة من الأواني الكانوبية وحامة لها، اكتسبت سرقت علاقة قوية مع إست و نبت حيت و نيت، اللائي أدين أيضا وظائف مماثلة، وفي وقت لاحق في التاريخ المصري الذي امتد لآلاف السنين تطورت خلاله الآلهة نحو اندماج العديد من الآلهة، بدأت سرقت في الاندماج مع إيزيس، فتبادلتا الصور وشجرة العائلة، حتى وصلنا في نهاية المطاف أن أصبحت سرقت مجرد صورة أخرى من تجليات إيزيس، والتي أصبحت عبادتها طاغية على جميع الإلهات الأخريات.

## لمزيد من المعلومات
- von Känel, Frédérique (1984). Les prêtres-ouâb de Sekhmet et les conjurateurs de Serket (بالفرنسية). Presses Universitaires de France.